# Opération Outflank
Théâtre d'Asie du Sud-Est de la guerre du Pacifique
Batailles
- Opération Cockpit
- Opération Transom
- Opération Matterhorn (Pelembang - Kuala Lumpur)
- Bombardements de Bangkok (1942-45)
- Bombardements de Singapour (1944-45)
- Opération Crimson
- Opération Banquet (Padang)
- Opération Light
- Opération Millet
- Opération Outflank (Robson - Lentil - Meridian)
- Opération Sunfish
- Opération Bishop
- Opération Balsam
- Opération Collie
- Opération Livery

L'opération Outflank était la première opération de combat de la flotte britannique du Pacifique (BPF). Il s'agissait d'une série de raids aéronavals de la Fleet Air Arm sur les raffineries de pétrole et les installations de stockage de Port of Belawan (en) (île de Sumatra), dans les Indes orientales néerlandaises occupées par l'empire du Japon.

## Action

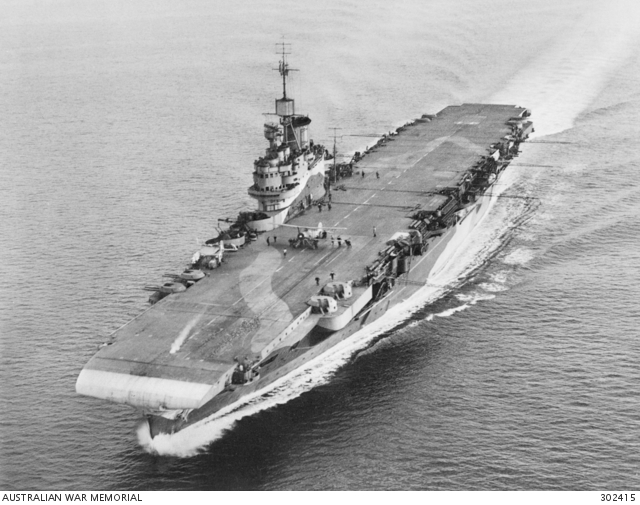
HMS Illustrious

Les porte-avions HMS Illustrious et HMS Indomitable, escortés du croiseur léger HMS Newcastle, les croiseurs antiaériens légers HMS Argonaut et HMS Black Prince, et les destroyers HMS Kempenfelt, Wakeful, Wessex, Whirlwind et Wrangler ont quitté Trincomalee à Ceylan le 17 novembre.
Le 18 novembre, ils ont lancé 27 bombardiers-torpilleurs Grumman TBF Avenger et 28 chasseurs Vought Corsair et Grumman Hellcat  pour attaquer le port de Pangkalan Brandan (en) dans le Sumatra du Nord.
Cependant, la détérioration des conditions météorologiques a contraint la force d'attaque à se détourner plus au sud en direction de sa cible secondaire, les installations pétrolières du port de Belawan. Sur cette cible secondaire, les avions ont été entravés dans leur bombardement par des nuages bas et les pluies, ne causant que des dommages modestes aux installations portuaires. Puis dans l'après-midi du 20 novembre, ils ont attaqué les aérodromes près de Sabang.
Il n'y a pas eu de pertes britanniques et la force opérationnelle est revenue à Ceylan le 23 novembre.

## Autres raids sur Sumatra
- Opération Robson [1]: Raid sur Pangkalan Brandan (20 décembre 1944)
- Opération Lentil [2] : Raid sur Pangkalan Brandan (4 janvier 1945)
- Opération Meridian : Raid sur Palembang. Meridian I[3] (24 janvier 1945) et  Meridian II[4](29 janvier 1945).

Les unités participant à l'opération Outflank ont reçu l'honneur de bataille "Palembang 1945" , après la principale cible des attaques : les raffineries de Palembang.